# California Touring Coach
California Touring Coach Co. war ein US-amerikanischer Hersteller von Automobilen.

## Unternehmensgeschichte
Das Unternehmen hatte seinen Sitz in Newark in Kalifornien. Andere Quellen geben San Leandro in Kalifornien an. 1982 begann die Produktion von Automobilen und Kit Cars. Der Markenname lautete California Touring, evtl. mit dem Zusatz Coach oder Coach Co. Am 30. September 1982 berichtete die Los Angeles Times über ein Modell des Unternehmens. 1982 oder etwa 1989 endete die Produktion.

## Fahrzeuge
Der Munich war die Nachbildung eines Mercedes-Benz 450 SLC. Der Motor stammte vom Ford Mustang II und weitere Teile wie Kühlergrill und Scheinwerfer von Mercedes-Benz.
Der Panzer war ein Nachbau des Porsche 935. Ein Fahrgestell vom VW Käfer bildete die Basis. Darauf wurde eine geschlossene Karosserie aus Fiberglas montiert. Verschiedene Motoren von Volkswagen und Porsche trieben die Fahrzeuge an. Nach Angaben des Zeitungsberichtes sollte der Zusammenbau des Kits etwa 120 Stunden Arbeit erfordern.